# Cerotoma variegata
Cerotoma variegata es un coleóptero de la familia Chrysomelidae.
Fue descrita científicamente en 1792 por Fabricius.